# Martin Quarz
Martin Quarz (* 1. Februar 1927; † vor dem 10. Februar 2017 in Köln) war ein deutscher Fußballspieler.

## Sportlicher Werdegang
Quarz spielte für die Blau-Weiß-Roten des Fusionsvereines SC Rapid Köln; in den zwei Runden 1950/51 und 1951/52 mit Rapid in der 2. Liga West, Gruppe 2. Er absolvierte in diesen zwei Spielzeiten an der Seite von Mitspieler Fritz Breuer 53 Ligaspiele, in denen er 13 Tore erzielte. Zur Saison 1952/53 schloss er sich Preußen Dellbrück in der Fußball-Oberliga West an. Quarz kam an der Seite von Mitspieler Herbert Dörner auf 24 Ligaeinsätze, in denen er vier Tore erzielte, und die Schwarz-Weißen aus dem rechtsrheinischen Stadtteil belegten den 8. Platz. Nach einer Saison bei Dellbrück wechselte er zum Ligakonkurrenten Fortuna Düsseldorf an den Flinger Broich.
Bei der Fortuna eröffnete auch noch Kuno Klötzer als neuer Trainer und mit Jupp Derwall und Erich Juskowiak kamen zwei namhafte Spieler zur Fortuna. Derwall wurde aber von seinem abgebenden Verein Alemannia Aachen für ein Jahr gesperrt und konnte erst in der Saison 1953/54 in den Rundenspielen für Düsseldorf auflaufen. Quartz gehörte am Rundenstart, den 9. August 1953, der mit 3:1 siegreichen Heimmannschaft gegen Borussia Mönchengladbach an, im Verlauf der Runde konnte er sich aber keinen Stammplatz sichern. Nach acht Meisterschaftsspielen  verließ er Düsseldorf und kehrte nach Köln zurück, wo er sich erneut Preußen Dellbrück anschloss.
Quarz bestritt wie Mitspieler Hubert Frantzen alle 30 Ligaspiele in der Saison 1954/55 für Dellbrück und erzielte drei Treffer für seine Mannschaft, welche auf dem 10. Platz landete. Mittelstürmer Heinz Lorenz zeichnete sich mit 21 Torerfolgen aus. In der Hinrunde wurde das Auswärtsspiel gegen Fortuna Düsseldorf mit 1:5 verloren, in der Rückrunde glückte dagegen ein 2:0-Heimerfolg. Quartz war als Halbrechts beziehungsweise als rechter Außenläufer im damals praktizierten WM-System aufgelaufen. Zwischen 1954 und 1957 spielte er erneut für Preußen Dellbrück, insgesamt kam er bei seinen beiden Aufenthalten zu 99 Erstligaeinsätzen für den Klub und erzielte dabei 17 Tore.
Anschließend schloss er sich dem Absteiger Borussia Mönchengladbach an, mit dem er als Vizemeister der Spielzeit 1957/58 hinter der STV Horst-Emscher die direkte Rückkehr in die Oberliga West schaffte. Unter Trainer Fritz Pliska und den zwei weiteren Neuzugängen Günter Jansen und Willi Minnich lief Quarz in allen 30 Ligaspielen auf und erzielte für die Bökelberg-Elf vier Tore. Er agierte zumeist als linker Außenläufer an der Seite von Mittelläufer Gerd Schommen und konnte auf die Torjägerqualitäten von Albert Brülls (23 Tore) und die Spielmacherqualitäten von Kapitän Willy Wicken vertrauen.
Bis 1960 stand er für den Klub in der Oberliga West auf dem Platz, in 37 Spielen erzielte er dabei noch vier Erstligatore. Mit dem Einsatz am 23. April 1960, bei einer 0:1-Auswärtsniederlage bei Preußen Münster, beendete er seine Spielerkarriere.
Im Februar 2017 berichtete Fortuna Düsseldorf, dass Quarz „vor einiger Zeit“ in Köln verstorben sei.